# Championnat d'Écosse de football 1913-1914
 (décembre 2023).
Si vous disposez d'ouvrages ou d'articles de référence ou si vous connaissez des sites web de qualité traitant du thème abordé ici, merci de compléter l'article en donnant les références utiles à sa vérifiabilité et en les liant à la section « Notes et références ».
Navigation
Édition précédente Édition suivante
La 24e édition du championnat d'Écosse de football est remportée par le Celtic FC. C’est le onzième titre de champion du club. Ils gagnent avec six points d’avance sur les Rangers FC. Heart of Midlothian complètent le podium.
Le Celtic réalise le doublé Coupe/Championnat en remportant aussi la Coupe d'Écosse de football.
À la fin de la 23e saison, aucun club ne quitte la première division. Par contre Le championnat passe de  18 à 20 clubs. Jamais l’épreuve n’avait rassemblé autant d’équipes. Deux clubs sont donc choisis pour rejoindre la première division : Dumbarton FC, le tout premier champion de l’histoire fait son retour après un long passage à vide et Ayr United fait sa toute première apparition.
Avec 27 buts marqués en 38 matchs,  James Reid d’Airdrieonians remporte le titre de meilleur buteur du championnat pour la deuxième année consécutive.

## Les clubs de l'édition 1913-1914
| Club                              | Ville      |
| --------------------------------- | ---------- |
| Aberdeen Football Club            | Aberdeen   |
| Ayr United Football Club          | Ayr        |
| Airdrieonians Football Club       | Airdrie    |
| Celtic Football Club              | Glasgow    |
| Clyde Football Club               | Glasgow    |
| Dumbarton Football Club           | Dumbarton  |
| Dundee Football Club              | Dundee     |
| Falkirk Football Club             | Falkirk    |
| Greenock Morton Football Club     | Greenock   |
| Hamilton Academical Football Club | Hamilton   |
| Heart of Midlothian Football Club | Édimbourg  |
| Hibernian Football Club           | Leith      |
| Kilmarnock Football Club          | Kilmarnock |
| Motherwell Football Club          | Motherwell |
| Partick Thistle Football Club     | Glasgow    |
| Queen's Park Football Club        | Glasgow    |
| Raith Rovers Football Club        | Kirkcaldy  |
| Rangers Football Club             | Glasgow    |
| Saint Mirren Football Club        | Paisley    |
| Third Lanark Athletic Club        | Glasgow    |

## Compétition

### Classement
Le classement est établi sur le barème de points classique (victoire à 2 points, match nul à 1, défaite à 0).
| Rang | Équipe              | Pts | J  | G  | N  | P  | Bp | Bc | Diff |
| ---- | ------------------- | --- | -- | -- | -- | -- | -- | -- | ---- |
| 1    | Celtic FC           | 65  | 38 | 30 | 5  | 3  | 81 | 14 | +67  |
| 2    | Rangers FC          | 59  | 38 | 27 | 5  | 6  | 79 | 31 | +48  |
| 3    | Heart of Midlothian | 54  | 38 | 23 | 8  | 7  | 70 | 29 | +41  |
| 4    | Greenock Morton     | 54  | 38 | 26 | 2  | 10 | 76 | 51 | +25  |
| 5    | Falkirk FC          | 49  | 38 | 22 | 9  | 7  | 69 | 51 | +18  |
| 6    | Airdrieonians       | 48  | 38 | 18 | 12 | 8  | 72 | 43 | +29  |
| 7    | Dundee FC           | 43  | 38 | 19 | 5  | 14 | 64 | 53 | +11  |
| 8    | Third Lanark AC     | 36  | 38 | 13 | 10 | 15 | 42 | 51 | -9   |
| 9    | Clyde FC            | 33  | 38 | 11 | 11 | 16 | 44 | 44 | 0    |
| 10   | Ayr United          | 33  | 38 | 13 | 7  | 18 | 56 | 72 | -16  |
| 11   | Raith Rovers        | 32  | 38 | 13 | 6  | 19 | 56 | 57 | -1   |
| 12   | Kilmarnock FC       | 31  | 38 | 11 | 9  | 18 | 48 | 68 | -20  |
| 13   | Hibernian FC        | 30  | 38 | 12 | 6  | 20 | 58 | 75 | -17  |
| 14   | Aberdeen FC         | 30  | 38 | 10 | 10 | 18 | 38 | 55 | -17  |
| 15   | Partick Thistle FC  | 29  | 38 | 10 | 9  | 19 | 37 | 51 | -14  |
| 16   | Queen's Park FC     | 29  | 38 | 10 | 9  | 19 | 52 | 84 | -32  |
| 17   | Motherwell FC       | 28  | 38 | 11 | 6  | 21 | 46 | 65 | -19  |
| 18   | Hamilton Academical | 28  | 38 | 11 | 6  | 21 | 49 | 66 | -17  |
| 19   | Dumbarton FC        | 27  | 38 | 10 | 7  | 21 | 45 | 87 | -42  |
| 20   | Saint Mirren        | 22  | 38 | 8  | 6  | 24 | 38 | 73 | -35  |

|  | Champion d'Écosse |
|  | Relégation        |

## Bilan de la saison
| Tableau d'Honneur                |           |
| Compétition                      | Vainqueur |
| Championnat d'Écosse de football | Celtic FC |
| Coupe d'Écosse de football       | Celtic FC |

| Promotions et relégations |       |
| Promus                    | Aucun |
| Relégués                  | Aucun |

## Statistiques

### Meilleur buteur
1. James Reid, Airdrieonians, 27 buts